# 接寫環

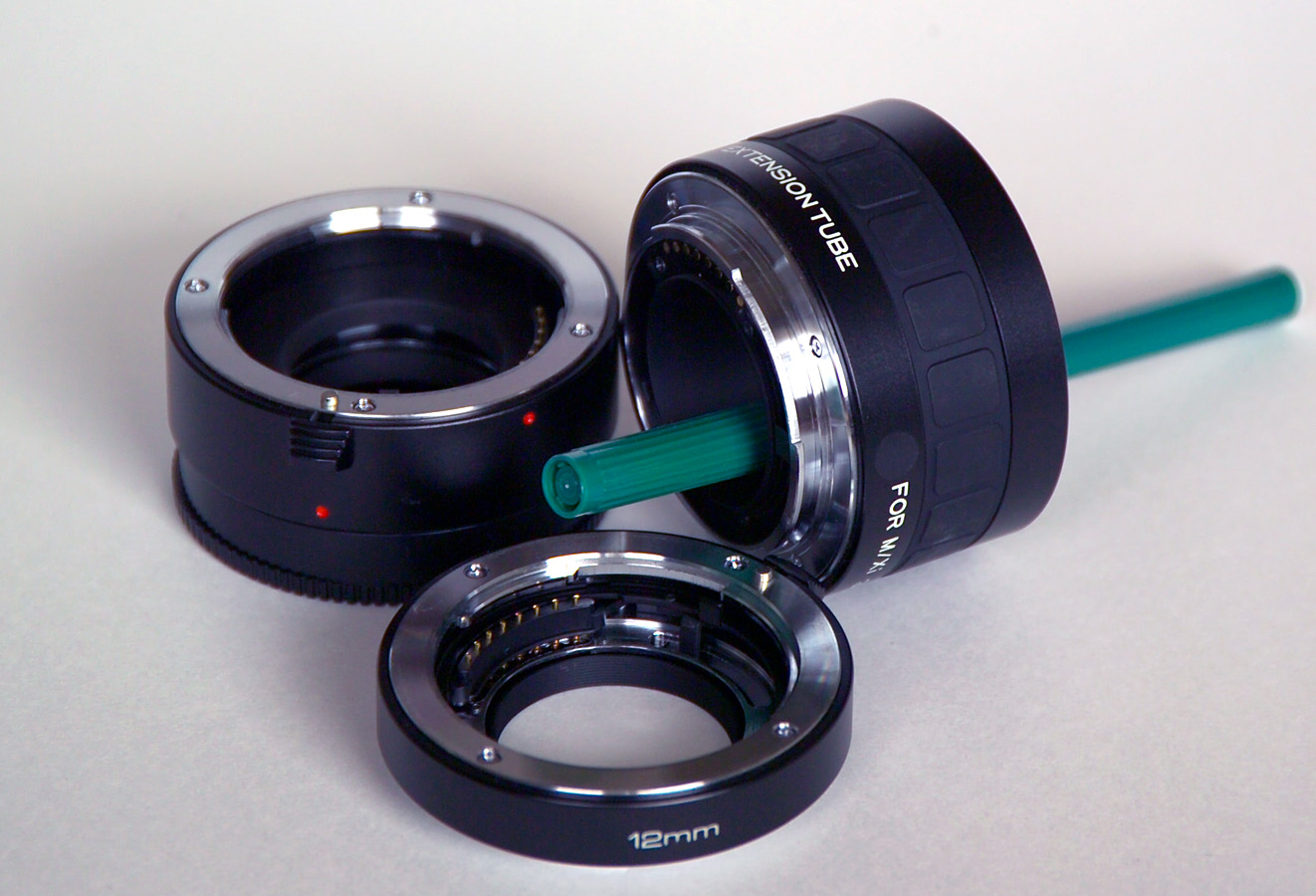
接寫環（綠色筆表示內部沒有鏡片）

接寫環，也稱為延伸套筒（extension tube），是一種使用於微距攝影的輔助攝影器材，可令一般的鏡頭也具有微距鏡頭的微距攝影能力，使用時先將接寫環裝上機身的鏡頭接環，然後把鏡頭裝在接寫環上。
根據透鏡成像公式，若要得到較大的影像，就必須令鏡頭的光學中心儘可能接近被攝物，同時必須遠離感光元件如底片或CCD等，才能夠正確地對焦。由此可知鏡頭能夠伸長的最大限度，限制了鏡頭的最短對焦距離。
一般鏡頭無法使用於微距攝影，是因為鏡筒長度不足，則最短對焦距離也較長，限制了放大倍率。微距鏡頭的鏡筒長度，較相同焦距的鏡頭為長，因而能夠對極近的被攝物進行對焦，但是也較為昂貴。使用接寫環時就相當於增加了鏡筒的長度，也就能縮短最短對焦距離，那麼非設計用於微距攝影的一般鏡頭，也能夠獲得與微距鏡頭相當的放大倍率，也就不需要為了微距攝影而另外添購昂貴的微距鏡頭，可以直接使用現有鏡頭，對於並非以此為業，或是特別熱衷於此的人來說是較為經濟的。同時由於接寫環中沒有任何鏡片，因此不會影響鏡頭的光學成像品質。
缺點是由於鏡片組實際可前後移動的距離並沒有增加，使用接寫環時會因為鏡頭無法縮短，而無法對遠處進行對焦，也就暫時失去了拍攝遠景的能力。另外除了少數設計有傳動軸或電子接點的產品以外，使用接寫環時會失去自動對焦的能力，只能手動進行對焦，同時在不支援手動對焦鏡頭的機身測光的機身上，也同樣無法進行測光，只能利用測光表或是靠經驗判斷正確的光圈及快門。而近年來許多沒有光圈環的鏡頭，在使用接寫環時也可能無法由機身調整光圈，而只能用最大光圈拍攝。另外，使用接寫環時會使實際光圈較原先為小，雖然使最大光圈變小，但是光圈較小則景深也較大，正好也可以彌補近距離拍攝造成景深過淺的情形。